# Mamadou Sakho (zápasník)
Mamadou Sakho (* 25. ledna 1951) je bývalý senegalský zápasník, reprezentant v nejtěžších váhových kategoriích obou stylů. Třikrát zvítězil na mistrovství Afriky, z toho jednou v řecko-římském a dvakrát ve volném stylu. V roce 1987 zvítězil v obou stylech na Afrických hrách.
V roce 1976 na olympijských hrách v Montrealu vypadl v řecko-římském zápase ve druhém kole a ve volném stylu vybojoval osmé místo. V roce 1980 na hrách v Moskvě ve volném stylu vybojoval šesté a o čtyři roky později na hrách v Los Angeles ve stejné kategorii páté místo.